# Grue à cou noir
Grus nigricollis
Espèce
Répartition géographique
Statut de conservation UICN

 NT  : Quasi menacé
Statut CITES
La Grue à cou noir ou grue à col noir  (Grus nigricollis, tibétain : ཁྲུང་ཁྲུང་མཇིང་ནག, Wylie : khrung khrung mjing nag) est une espèce de grues. Avec une population en déclin estimée à 900 individus essentiellement au Tibet, l'espèce menacée représente la moins bien connue et la cinquième la plus rare des grues.
Son plumage est blanc-grisâtre à l'exception de la tête, du cou et des grandes plumes des ailes qui sont noires, d'où l'épithète « à cou noir » (nigricollis). Elle atteint de 115 à 120 cm. L'arrière de l'œil porte une marque blanche. Sur le dessus de la tête, la peau est nue, de couleur rouge vermillon. La queue est gris foncé, les pattes noires. Le bec est brun corne avec une pointe jaune.
Grâce à son sternum en boîte creuse, elle fait résonner son chant haut perché, même en vol.

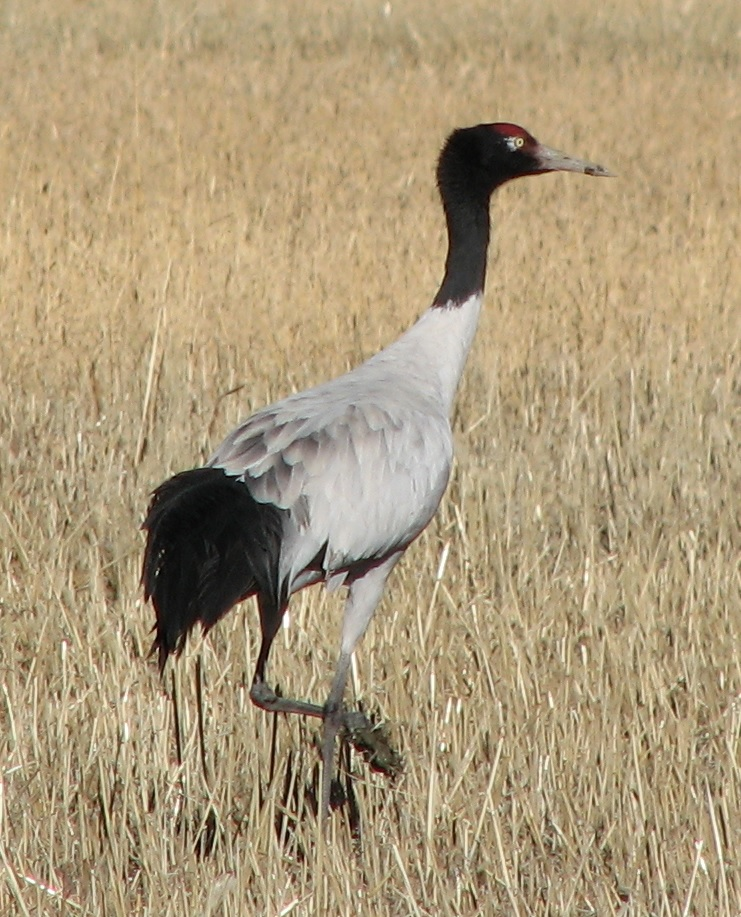
Grue à cou noir dans le Parc national du Pota tso au Yunnan

## Distribution et habitat
Elle est la seule grue au monde à habiter en altitude, jusqu'à 5 000 mètres. On la trouve sur le plateau tibétain ainsi que dans le Ladakh avoisinant. En période de reproduction, elles se concentrent dans les marais ou en bordure des lacs d'altitude. Dans leur nid en plate-forme, mâle et femelle se relaient pendant le premier mois sur leurs deux œufs. Elle est officiellement protégée en Chine, en Inde et au Bhoutan. Elle a disparu du Vietnam.

## Régime alimentaire
Elle se nourrit de petits poissons, de grenouilles, d'insectes, de vers d'eau, mais aussi de graines, de pousses et de plantes aquatiques.

## Dans le bouddhisme tibétain
La grue à col noir est considérée comme un « oiseau spirituel » dans le bouddhisme tibétain.
La grue blanche aurait inspiré au 6e dalaï-lama un message poétique annonçant son retour :  « Oiseau blanc (grue blanche) prête-moi tes ailes, Je n'irai pas loin. Ayant fait le tour de Litang Je reviendrai bientôt ».

## Parasites
Comme tous les oiseaux sauvages, les grues à cou noir possèdent de nombreux parasites. Les études parasitologiques modernes sont réalisées avec des moyens non invasifs, c'est-à-dire sans blesser ni tuer. Une étude de 2024, basée sur le métabarcoding des fientes des oiseaux, a révélé que les grues à cou noir de la Réserve naturelle nationale de grues à cou noir de Dashanbao, en Chine, abritaient au moins huit espèces d'helminthes et trois de protozoaires parasites, et étaient porteuses d'amibes libres .